# Vila-sacra

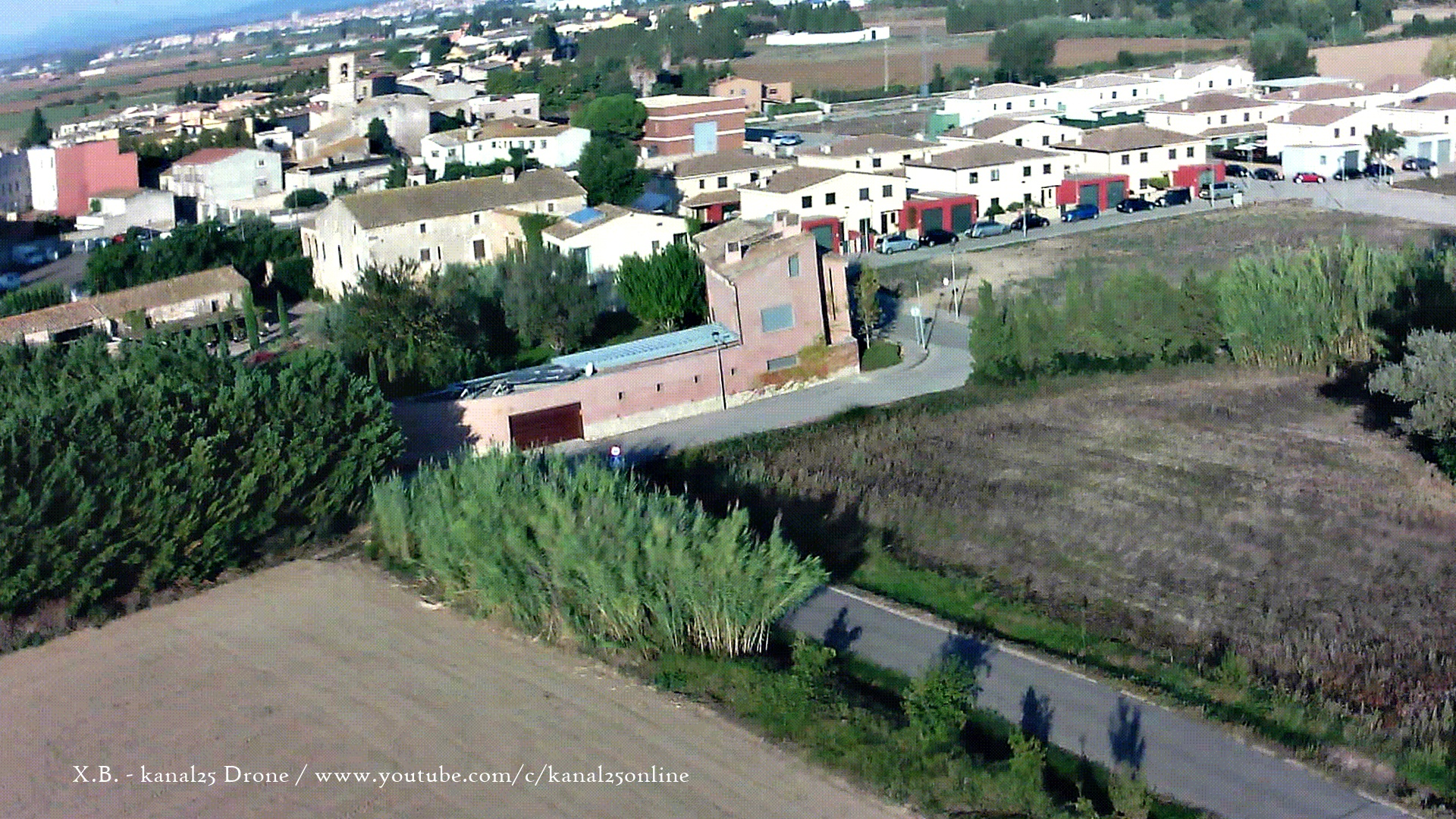
Vila-sacra a vista de drone (Foto_1)

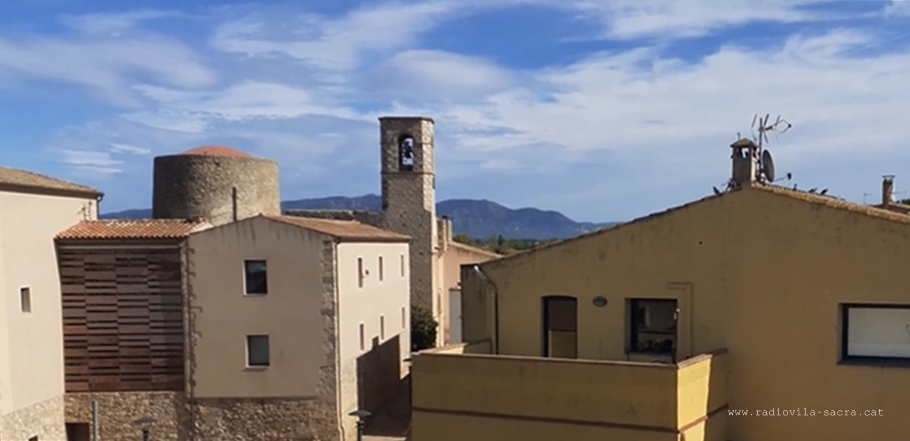
Campanar i part de l'ajuntament de Vila-sacra

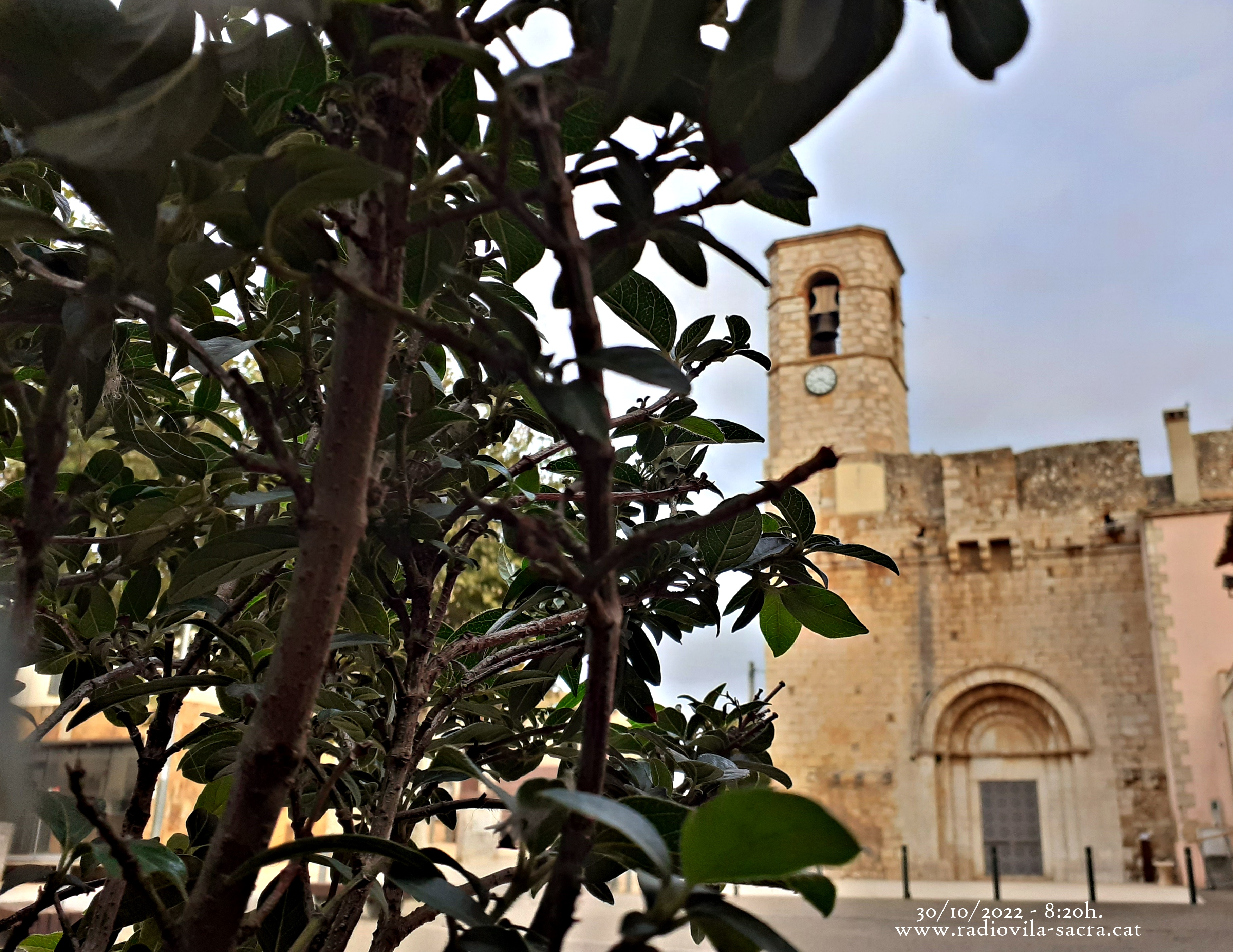
Vila-sacra día del canvi d'hora d'octubre del 2022

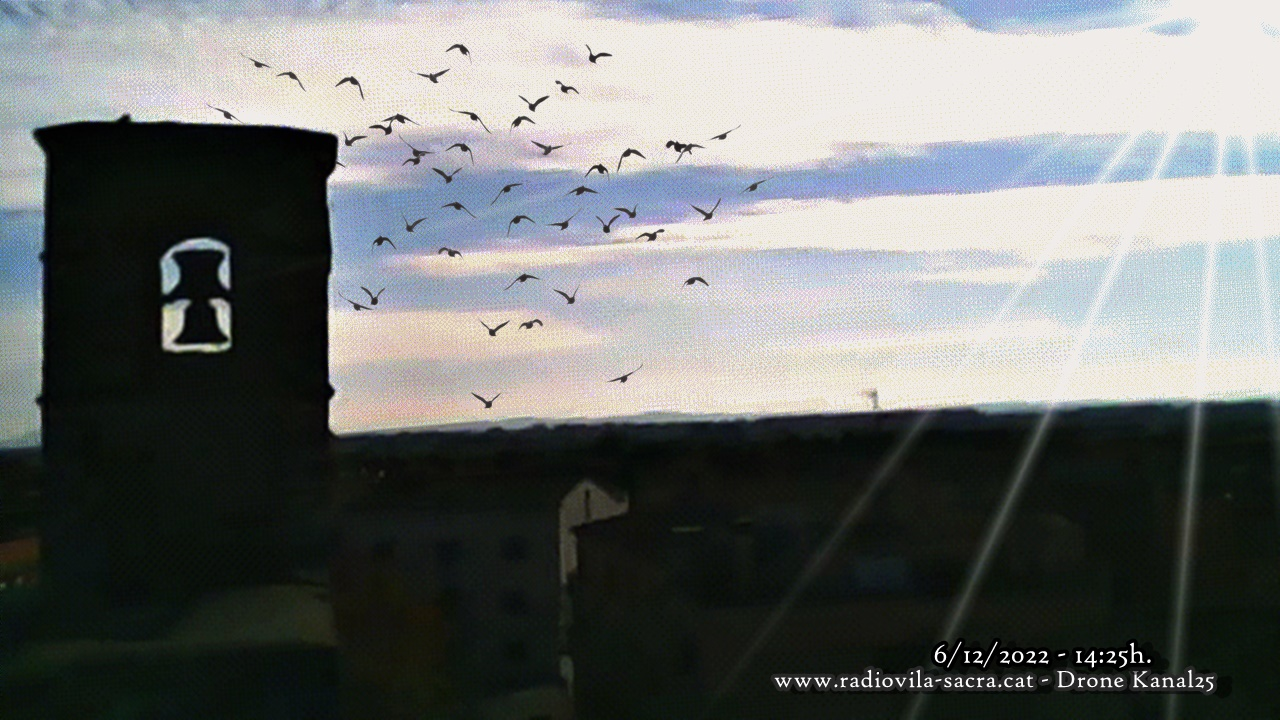
Foto feta amb drone el 6 de desembre del 2022

Vila-sacra és un municipi de la comarca de l'Alt Empordà situat a la dreta del riu Manol, en terreny pla empordanès.
El nucli urbà és bastant reduït amb cases antigues al voltant de l'església parroquial de Sant Esteve, a poca distància d'ella es troba la Torre de l'Abat, on entre els segles xiv i xv l'abat del monestir de Sant Pere de Rodes es va fer construir un palau gòtic sobre una antiga fortalesa del segle xi.
La seva activitat agrícola es complementa amb granges porcines i bovines.
Actualment, a la legislatura 2019-2023, l'alcaldessa és Maria Corbalan Isern.

## Geografia
- Llista de topònims de Vila-sacra (Orografia: muntanyes, serres, collades, indrets..; hidrografia: rius, fonts...; edificis: cases, masies, esglésies, etc).

## Llocs d'interès
- Església parroquial de Sant Esteve. Romànica del segle xiii. Construïda sobre una d'anterior.
- Castell de Vila-sacra o Torre de l'Abat. Fortalesa del segle xi.

## Persones notables
- Maria Josepa Arnall i Juan, investigadora i docent, professora titular de ciències i tècniques historiogràfiques de la Universitat de Barcelona.
- Joan Amorós i Pla, promotor cultural i president de Ferrmed.
- Dolores Pla Brugat, historiadora especialitzada en l'exili republicà espanyol a Mèxic i els mètodes i tècniques de la història oral.